# Halopteris diaphana
Halopteris diaphana är en nässeldjursart som först beskrevs av Heller 1868.  Halopteris diaphana ingår i släktet Halopteris och familjen Halopterididae. Inga underarter finns listade i Catalogue of Life.